# Leptomiza hedemanni
Leptomiza hedemanni är en fjärilsart som beskrevs av Otto Staudinger 1897. Leptomiza hedemanni ingår i släktet Leptomiza och familjen mätare. Inga underarter finns listade i Catalogue of Life.